# Astrid M. Eckert
Astrid M. Eckert  (* 1971) ist eine deutsch-amerikanische Historikerin. Sie unterrichtet an der privaten Emory University in Atlanta im Bundesstaat Georgia.

## Leben
Sie erwarb 1995 den M.A. in Amerikanischer Geschichte an der University of Michigan, 1998 den M.A. in Europäischer Geschichte an der FU Berlin und 2003 den Doktortitel in Geschichte an der FU Berlin. Seit 2021 ist sie Full Professor für moderne europäische Geschichte an der Emory University.
Ihre Interessen sind neuere und neueste deutsche Geschichte, moderne europäische Geschichte, Umweltgeschichte und Grenzgebiete.

## Schriften (Auswahl)
- Feindbilder im Wandel. Ein Vergleich des Deutschland- und des Japanbildes in den USA 1945 und 1946. Lit, Münster 1999, ISBN 3-8258-4211-8.
- Kampf um die Akten. Die Westalliierten und die Rückgabe von deutschem Archivgut nach dem Zweiten Weltkrieg. Steiner, Stuttgart 2004, ISBN 3-515-08554-8.
  - englische Ausgabe: Struggle for the Files. The Western Allies and the Return of German Archives after the Second World War. Cambridge University Press, Cambridge 2012, Paperback 2014.
- (Hrsg.): Institutions of public memory. The legacies of German and American politicians. Washington, DC 2007.
- West Germany and the Iron Curtain. Environment, economy, and culture in the borderlands. New York City 2019, ISBN 978-0-19-069005-2.
  - deutschsprachige Ausgabe: Zonenrandgebiet. Westdeutschland und der Eiserne Vorhang. Aus dem Englischen von Thomas Wollermann, Bernhard Jendricke und Barbara Steckhan, Ch. Links, Berlin 2022, ISBN 978-3-96289-151-0.